# 新华报业网
新华报业网是中国江苏省最大的媒体网站，隶属于新华报业传媒集团。
该网站建于2002年5月16日，内容以新闻特别是江苏本地新闻为主，同时开设有教育、房产、旅游、时尚、政策、汽车、健康、宠物、婴幼、鲜花等多个频道。